# Tunisiens damlandslag i handboll
Tunisiens damlandslag i handboll representerar Tunisien i handboll på damsidan. Laget slutade 12:a vid VM-turneringen 1975 och har blivit afrikanska mästare tre gånger (1974, 1976 och 2014).

## Resultat

### Resultat iVärldsmästerskapen
- 1975: 12:e
- 2001: 19:e
- 2003: 18:e
- 2007: 15:a
- 2009: 14:a
- 2011: 18:a
- 2013: 17:e
- 2015: 21:e
- 2017: 24:e
- 2021: 27:e

### Resultat iAfrikanska Mästerskapen
- Vinnare (3) : 1974, 1976, 2014
- Tvåa (5) : 1981, 2006, 2010, 2012, 2016
- Trea (3) : 2000, 2002, 2021

- 1974:  Vinnare
- 1976:  Vinnare
- 1981:  2:a
- 1983: 5:a
- 1985: 4:a
- 1987: 4:a
- 1989: 6:a
- 1992: 7:a
- 1994: 6:a
- 2000:  3:a
- 2002:  3:a
- 2004: 4:a
- 2006:  2:a
- 2008: 4:a
- 2010:  2:a
- 2012:  2:a
- 2014:  Vinnare
- 2016:  2:a
- 2018: 6:a
- 2021:  3:a
- 2022: 5:a